# ظفر بلومر
ظفر بلومر (بالإنجليزية: Plummer's nail)‏، هي علامة سريرية حيث يحدث انفكاك الظفر، أو انفصال الظفر عن مهاد الظفر بشكل خاص في اصبعي الخنصر والبنصر، وتحدث لدى المرضى المصابين بالتسمم الدرقي.
تَظهر لدى حوالي 5% من المرض المصابون بفرط نشاط الدرقية تغييرات غير طبيعة في الأظافر. يرتبط ظفر بلومر مع الصدفية، والتهاب الجلد التحسسي التماسي أيضاً وبعض الإصابات.
سُميت العلامة نسبةً إلى هنري ستانلي بلومر

## روابط خارجية
Plummer's nail على قاموس من سمى هذا؟